# Lycaena ouang
Lycaena ouang är en fjärilsart som beskrevs av Charles Oberthür 1891. Lycaena ouang ingår i släktet Lycaena och familjen juvelvingar. Inga underarter finns listade i Catalogue of Life.